# Chapada do Norte
Chapada do Norte är en kommun i Brasilien.   Den ligger i delstaten Minas Gerais, i den sydöstra delen av landet, 600 km öster om huvudstaden Brasília. Antalet invånare är 15 165.
I omgivningarna runt Chapada do Norte växer huvudsakligen savannskog. Runt Chapada do Norte är det glesbefolkat, med 16 invånare per kvadratkilometer.